# فرودگاه کیلی/ا. ی. فلایینگ رنچ
فرودگاه کیلی/ا. ی. فلایینگ رنچ (به انگلیسی: Cayley/A. J. Flying Ranch Airport) یک فرودگاه خصوصی است که یک باند فرود آسفالت دارد و طول باند آن ۱۳۷۲ متر است. این فرودگاه در کشور کانادا قرار دارد و در ارتفاع ۱۰۵۲ متری از سطح دریا واقع شده‌است.